# 仙台市立愛宕中学校
仙台市立愛宕中学校（せんだいしりつ あたごちゅうがっこう）は、宮城県仙台市太白区萩ヶ丘にある公立中学校。
2024年現在生徒数は120名程度で、仙台市内の中学校では生徒数の少ない学校である。

## 沿革
- 1947年4月21日 仙台市立第十中学校として開校。

## 学校目標
「ゆたかに、たくましく、いきいきと」

## シンボル
- 校花：仙台萩
- 校木：まゆみ

## 所在地
- 仙台市太白区萩ヶ丘9-1。校地からは縄文土器、奈良時代・平安時代の土師器が見つかり、萩ヶ丘遺跡と名づけられている。